# Рамсарські угіддя Білорусі
Рамсарська конвенція набула чинності для СРСР 11 лютого 1977 року. Станом на 2010 рік у Білорусі було 9 територій, оголошених водно-болотними угіддями міжнародного значення загальною площею 370 956 га. Станом на 2017 рік 26 водно-болотних угідь країни включено до Рамсарського списку водно-болотних угідь міжнародного значення.

## Список водно-болотних угідь
| № | Назва                                         | Дата включення до списку | Регіон                                                | Площа, га |
| - | --------------------------------------------- | ------------------------ | ----------------------------------------------------- | --------- |
| 1 | Березинський біосферний заповідник            | 25.01.10                 | Білоруське Поозер'я Вітебська область Мінська область | 85 149    |
| 2 | Республіканський ландшафтний заказник «Котра» | 21.10.02                 | Гродненська обл                                       | 10 584    |
| 3 | Середня Прип'ять                              | 10.08.01                 | Брестська обл                                         | 90 447    |
| 4 | Ольманські болота (Альманські болота)         | 10.08.01                 | Берестейська обл                                      | 94 219    |
| 5 | Освейський ландшафтний заказник               | 21.10.02                 | Вітебська обл                                         | 22 600    |
| 6 | Прастыр (заказнік)                            | 18.10.05                 | Берестейська обл                                      | 9 500     |
| 7 | Споровський заказник                          | 22.11.99                 | Берестейська обл                                      | 19 384    |
| 8 | Єльня                                         | 21.10.02                 | Вітебська обл                                         | 226 500   |
| 9 | дзвонар                                       | 21.10.02                 | Берестейська обл                                      | 15 873    |